# Susan Mikula
Susan Mikula (Nova Jérsia, 7 de março de 1958) é uma artista e fotógrafa estadunidense. Depois de anos trabalhando no setor de arte e participando de um júri de arte, Mikula fez sua primeira exposição individual de fotografia em 1998. Ela usa tecnologia antiga para produzir suas fotografias, incluindo câmeras pinhole e câmeras Polaroid. Mikula é a parceira de longa data da comentarista política Rachel Maddow.

## Biografia

### Primeiros anos e formação acadêmica
Susan Mikula nasceu em Nova Jérsia e mudou-se para Nova Hampshire ainda na adolescência. Aprendeu a fotografar de maneira autodidata de maneira muito precoce. Ela frequentou o Faculdade de Hampshire [en] em Amherst, no estado de Massachusetts.

### Carreira
Mikula passou vários anos no setor artístico, incluindo um período em um júri de arte. Em 1998, conseguiu realizar sua primeira exposição individual. Suas coleções de fotografias de paisagens publicadas foram exibidas em exposições individuais e coletivas em Nova Iorque, Miami, São Francisco e Los Angeles.
No ano de 2007, exibiu “impressões digitais Duraflex em grande escala” no Capitólio Estadual de Massachusetts. Em 2008, Susan abriu sua primeira exposição em Nova Iorque. Mikula fez uma exposição em 2009 na TJ Walton Gallery, em Provincetown, com a presença de Rachel Maddow e Suzanne Westenhoefer [en].  Em 2010, Mikula teve sua primeira exposição fotográfica, American Device Recent Photographs, em São Francisco. Um ano depois, em 2011, a artista lançou uma série em três partes de paisagens industriais intitulada American Bond. Essas vistas americanas abrangem imagens dos Estados Unidos, do Texas à Califórnia e a Massachusetts.
Sua série de 2013, u.X, foi inspirada nas pinturas rupestres de Lascaux. Em 2015, Mikula lançou uma série de impressões de pigmento psicologicamente enigmáticas intitulada Photo Book. Uma exposição de fotos da cidade de Pittsfield, em Massachusetts, também foram exibidas na Ferrin Galler. Desde 2017, Mikula integra o programa Art in Embassies do Consulado dos Estados Unidos em Novo Laredo, no México, realizando trabalhos específicos para a organização. Algumas das obras de Mikula foram compradas pela embaixada para exposição permanente.

## Artística

### Estilo
Mikula está interessada no movimento da luz e do tempo. Ela usa tecnologia antiga para produzir suas fotografias. Entre suas ferramentas estão câmeras pinhole e câmeras Polaroid.

### Influências
Mikula se inspira em uma série de pintores. Em uma entrevista a  The Advocate, ela listou especificamente os seguintes artistas: Julian Schnabel, Joan Mitchell, Cy Twombly, Gerhard Richter, Agnes Martin. Algumas de suas influências locais incluem Maggie Mailer, Charlie Hunter, TJ Walton e Ward Schumaker.

## Vida pessoal
É parceira de longa data da atual comentarista da MSNBC, Rachel Maddow. Elas se conheceram em 1999, quando Maddow estava trabalhando em sua tese de doutorado. Mikula contratou Maddow para trabalhar em seu quintal e elas começaram a namorar. Seu primeiro encontro foi no evento “Ladies Day on the Range”, organizado pela Associação Nacional de Rifles (NRA). Eles moram em uma casa de fazenda pré-Guerra Civil no oeste de Massachusetts e em um apartamento no West Village de Manhattan.
Em novembro de 2020, Rachel Maddow revelou que Mikula contaminou-se com a COVID-19 e, posteriormente, se recuperou.
A irmã de Mikula é fotógrafa médica [en] em Boston.